# Union Saint-Ghislain Tertre-Hautrage
Union Saint-Ghislain Tertre-Hautrage is een Belgische voetbalclub uit Saint-Ghislain. De club is bij de Belgische Voetbalbond aangesloten met stamnummer 1708 en heeft geel-blauw als clubkleuren. De vrouwenploeg van de club komt sinds 2014 uit in eerste klasse, de mannenploeg treedt aan in de provinciale reeksen van Henegouwen.

## Geschiedenis
De club sloot in 1930 aan bij de Belgische Voetbalbond onder de naam Polonia Hautrage. In 1938 werd de naam veranderd naar Hautrage FC, in 1955 RFC Hautrage. De club bleef in de provinciale reeksen spelen.
In 2008 ging de club samen met FC de Saint-Ghislain, bij de voetbalbond aangesloten met stamnummer 5940. Tertre-Hautrage speelde op dat moment in Eerste Provinciale, Saint-Ghislain in Tweede Provinciale. De club ging voortaan verder onder de naam Union Saint-Ghislain Tertre-Hautrage in de hoogste provinciale reeks. In 2010 eindigde RUSGTH derde en mocht het naar de provinciale en vervolgens interprovinciale eindronde. De ploeg won er in de eerste ronde van Racing Jet Wavre, maar verloor daarna van RRFC Montegnée. Er kwamen echter extra promotieplaatsen vrij en zo steeg club voor de eerste keer in haar geschiedenis naar de nationale reeksen. In het seizoen 2012-2013 zakte de club terug naar Eerste provinciale.
De club gebruikt het Stade Achille Bavier in Tertre en Stade Saint Lô in Saint-Ghislain. 

## Resultaten
| Seizoen                                  | Klasse | Klasse | Klasse | Klasse | Klasse | Klasse | Klasse | Klasse | Klasse | Reeks                                                    | Punten                                                   | Opmerkingen |
|                                          | I      | I      | II     | III    | IV     | P.I    | P.II   | P.III  | P.IV   |                                                          |                                                          | |
| ---------------------------------------- | ------ | ------ | ------ | ------ | ------ | ------ | ------ | ------ | ------ | -------------------------------------------------------- | -------------------------------------------------------- | --- |
| Als Union Saint-Ghislain Tertre-Hautrage |        |        |        |        |        |        |        |        |        |                                                          |                                                          | |
| 2008/09                                  |        |        |        |        |        |        |        |        |        | Eerste prov. Heneg                                       |                                                          | |
| 2009/10                                  |        |        |        |        |        | 3      |        |        |        | Eerste prov. Heneg                                       |                                                          | Promotie door winst in interprovinciale eindronde                                                                                          |
| 2010/11                                  |        |        |        |        | 11     |        |        |        |        | Vierde klasse A                                          | 36                                                       | |
| 2011/12                                  |        |        |        |        | 13     |        |        |        |        | Vierde klasse B                                          | 33                                                       | Normaalgezien degradeerde men naar eerste provinciale via de eindronde. Door een ander geschil in de reeks gebeurde dit uiteindelijk niet. |
| 2012/13                                  |        |        |        |        | 13     |        |        |        |        | Vierde klasse B                                          | 29                                                       | Degradatie door het slechtste doelsaldo van de 3 clubs die op 29 punten eindigde                                                           |
| 2013/14                                  |        |        |        |        |        | 5      |        |        |        | Eerste prov. Heneg                                       | 46                                                       | |
| 2014/15                                  |        |        |        |        |        | 8      |        |        |        | Eerste prov. Heneg                                       | 46                                                       | |
| 2015/16                                  |        |        |        |        |        | 8      |        |        |        | Eerste prov. Heneg                                       | 44                                                       | |
|                                          | 1A     | 1B     | 1Am    | 2Am    | 3Am    | P.I    | P.II   | P.III  | P.IV   | Vanaf 2016-17 zijn er 3 nationale en 2 regionale niveaus | Vanaf 2016-17 zijn er 3 nationale en 2 regionale niveaus | Vanaf 2016-17 zijn er 3 nationale en 2 regionale niveaus                                                                                   |
| 2016/17                                  |        |        |        |        |        | 5      |        |        |        | Eerste prov. Heneg                                       | 51                                                       | |
| 2017/18                                  |        |        |        |        |        | 9      |        |        |        | Eerste prov. Heneg                                       | 42                                                       | |
| 2018/19                                  |        |        |        |        |        | 1      |        |        |        | Eerste prov. Heneg                                       | 64                                                       | Kampioen en gepromoveerd |
| 2019/20                                  |        |        |        |        | 7      |        |        |        |        | Derde kl. Am. ACFF A                                     | 36                                                       | Competitie stopgezet vanwege COVID-19-virus.                                                                                               |
| 2020/21                                  |        |        |        |        | 14     |        |        |        |        | Derde afdeling ACFF A                                    | 1                                                        | Resultaten na 4 speeldagen geschrapt vanwege COVID-19-virus.                                                                               |
| 2021/22                                  |        |        |        |        | 11     |        |        |        |        | Derde afdeling ACFF A                                    | 36                                                       | |
| 2022/23                                  |        |        |        |        | 14     |        |        |        |        | Derde afdeling ACFF A                                    | 31                                                       | Degradatie door een slechter doelsaldo dan RES Couvin-Mariembourg                                                                          |
| 2023/24                                  |        |        |        |        |        | 1      |        |        |        | Eerste prov. Heneg                                       | 74                                                       | Kampioen |
| 2024/25                                  |        |        |        |        | 6      |        |        |        |        | Derde afdeling ACFF A                                    | 44                                                       | |
| 2025/26                                  |        |        |        |        |        |        |        |        |        | Derde afdeling ACCF A                                    |                                                          | |